# NGC 402
NGC 402は、うお座の恒星である。1874年10月7日、第4代ロス伯爵ローレンス・パーソンズによって発見された。

## 特徴
ニュージェネラルカタログにおいては、NGC 402は「極めて暗く、とても小さく、丸い。南3分にNGC 403がある」と説明されている。